# Sarie Marais

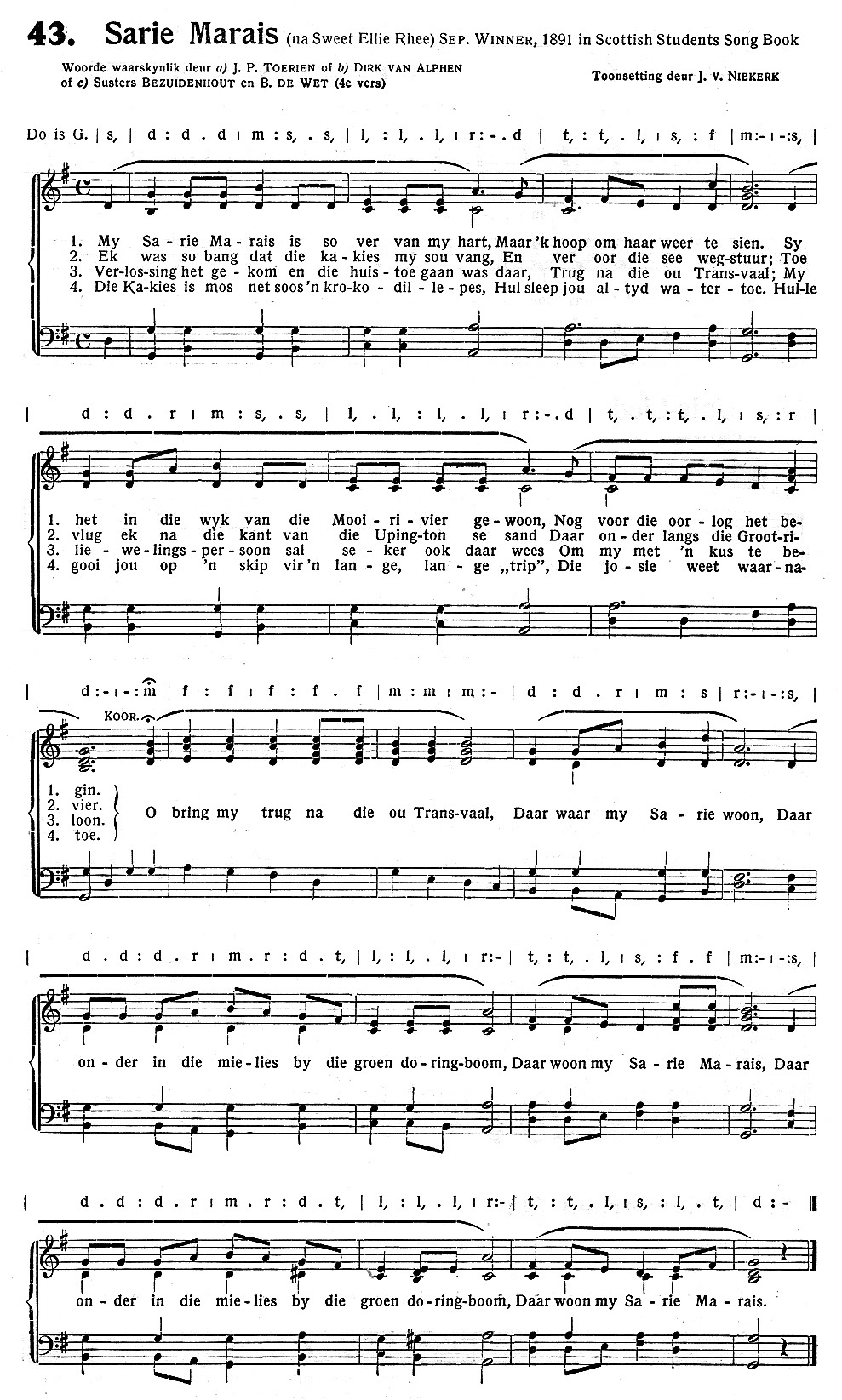
Partition de Sarie Marais de 1940.

Sarie Marais est le titre d'une chanson traditionnelle en afrikaans écrite en 1889 et popularisée lors de la seconde guerre des Boers. Elle fut écrite par Jacobus Toerien en hommage à son épouse Sari Maré (1869-1939).
Interprétée en 1899 à partir de la mélodie « Ellie Rhee » créée lors de la guerre de Sécession américaine, Sarie Marais fut un grand succès international du début du XXe siècle, reprise et traduite en plusieurs langues dont le français. Elle eut beaucoup de succès dans le scoutisme, cette chanson ayant été, dit-on, celle que préférait Baden Powell, le fondateur du mouvement scout qui avait servi en Afrique du Sud durant la Seconde guerre des Boers, et s’était fait remarquer dans la défense de Mafeking.
En 1953, le Sarie Marais devient la marche des Royal Marines Commandos britanniques. L'armée française utilise également ce chant, notamment à la Légion étrangère sous le nom de Massari Marie , et à l'E.M.I.A., qui en a fait sa marche en 1970 sous le nom de Sari Mares.
Elle relate la nostalgie des Boers pour leur « cher vieux Transvaal » ainsi que l'internement des civils boers dans les camps de concentration britanniques.
Sarie Marais fut aussi le titre de deux films et d'un magazine féminin.

## Historique
Deux Sarie Maré sont susceptibles d'avoir inspiré le titre et les paroles de la chanson.

### Sarie Maré (1869-1939)
Sarie Maré, née le 15 avril 1869 était une boer, fille de Voortrekkers. Mariée à l'âge de 16 ans à Jacobus Petrus Toerien, elle eut 16 enfants.
En 1889, Jacobus Toerien, l’un des premiers poètes à pratiquer l’afrikaans, écrivit un hymne à son épouse Sarie Maré. Dix ans plus tard, l'hymne devenait une chanson célèbre reprise durant la seconde guerre des Boers.
Le titre Sarie Marais est en fait dû au hasard et le nom Marais au lieu de Maré résulte d'une faute de frappe, découverte trop tardivement par Toerien pour qu'elle soit corrigée.
Sarie Maré est décédée le 22 décembre 1939 à Bloemfontein.

### Sarie Maré (1840-1877)
Sara Johanna Adriana Maré, née à Uitenhage, colonie du Cap le 10 mai 1840, avait épousée Louis Jacobus Nel en 1857 à Pietermaritzburg. Elle mourut en 1877, âgée de 37 ans après avoir donné naissance à son onzième enfant et fut enterrée près de Stanger. Quand la chanson Ellie Rhee fut adaptée par les Boers en Sarie Maré, cela aurait été pour rendre hommage à la mère de Paul Nel, chapelain des boers sur les champs de bataille, qui racontaient le soir, au coin des feux de camp, son enfance dans la brousse sud-africaine au côté de sa mère, morte très jeune.

## La chanson Sarie Marais
En anglais, la chanson Sarie Marais commence par ces mots : "My Sarie Marais is so far from my heart, but I hope to see her again. She lived near the Mooi River before this war began...". Le refrain reprend "O take me back to the old Transvaal, where my Sarie lives, Down among the maize fields near the green thorn tree, there lives my Sarie Marais".
En français, elle commence avec ces mots "Ô Sarie Marais, belle-amie d'autrefois, en moi tu demeures vive".

### Paroles
| Originale en afrikaans | Traduction | Version française |
| --- | --- | --- |
| My Sarie Marais is so ver van my hart, Maar'k hoop om haar weer te sien. Sy het in die wyk van die Mooirivier gewoon, Nog voor die oorlog het begin. Refrain: O bring my t'rug na die ou Transvaal, Daar waar my Sarie woon. Daar onder in die mielies By die groen doringboom, Daar woon my Sarie Marais. Ek was so bang dat die Kakies my sou vang En ver oor die see wegstuur; Toe vlug ek na die kant van die Upington se sand Daar onder langs die Grootrivier. Refrain: Die Kakies is mos net soos 'n krokodillepes, Hulle sleep jou altyd water toe; Hul gooi jou op 'n skip vir 'n lange, lange trip, Die josie weet waarnatoe. Refrain: Verlossing die kom en die huis toe gaan was daar, Terug na die ou Transvaal; My lieflingspersoon sal seker ook daar wees Om my met 'n kus te beloon. Refrain: | Ma Sarie Marais est si loin de mon cœur; Il me tarde de la voir à nouveau. Elle vivait dans la région de Mooirivier ("Belle-Rivière") Bien avant que la guerre n’éclate. Refrain : O ramène-moi vers mon vieux Transvaal, Là où vit Sarie, Là, parmi les maïs Et les verts épineux, Là où vit ma Sarie Marais. Je craignais tant que les kakis (les Anglais) m’attrapent Et m’exilent au-delà des mers ! Je me suis enfui du côté d’Upington Bien au-delà la Grootrivier (La « grande rivière », en anglais Orange River, formant la frontière avec ce qui est aujourd’hui la Namibie) Refrain : Les kakis sont comme les crocodiles, Ils vous emportent sous l'eau; Ils vous jettent sur un navire pour un long, long voyage, Vers Dieu sait où. Refrain : Le salut est venu, et je veux rentrer à la maison, Revenir dans mon Transvaal. Celle que j’aime sera sûrement là Pour me saluer d’un baiser. Refrain : | Ô Sari Marais belle amie d'autrefois En moi tu demeures vive L'amour est plus fort que la pluie Et que le vent Qui peut arrêter son élan. Refrain : Je veux revoir mon vieux Transvaal Ma ferme au toit de chaume Où le bon parfum du miel Et le conifère embaument, L'air pur est clair comme un cristal. Où le bon parfum du miel Et le conifère embaument, L'air pur est clair comme un cristal. Ô Sari Mares est si loin de mon cœur, Et je crois en son amour, Car c'est entre ses mains, Que j'ai remis mon bonheur, Et je veux la revoir un jour. Refrain : Lorsque j'étais petit, je croyais qu'un démon Viendrait me ravir à ma maison, Mais lorsque je fus grand, Ce fut une horrible guerre, Qui m'emmena loin de mes terres. Refrain : |

## Sarie Marais (le film)
En 1931, Sarie Marais est le titre du premier film parlant afrikaans. Réalisé par  Joseph Albrecht, le film se concentre sur un groupe de prisonniers boers internés dans un camp de concentration durant la seconde guerre des Boers. L'un des prisonniers interprété par Billy Mathews reprend la chanson comme signe d'espoir.
Le film intervient alors en pleine montée du nationalisme afrikaner.
En 1949, Francis Coley réalisa un remake du film.

## Le magazineSarie
En 1949, Sarie Marais devient le nom d'un nouveau magazine féminin de langue afrikaans. Son titre est par la suite abrégée en Sarie. Il est aujourd'hui le principal magazine féminin de langue afrikaans.

## Take me back to the old Transvaal
La mélodie de Sarie Marais ainsi que les paroles de la chanson elle-même ont été à plusieurs reprises adaptées par des interprètes différents.
En 1977, la chanteuse Thembi a propulsé la mélodie dans les meilleures ventes de disques d'Afrique du Sud, de Belgique, de Suisse et de Hollande avec une adaptation internationale intitulée "Take me back to the old Transvaal".